# Frontmotor
 Der er for få eller ingen kildehenvisninger i denne artikel, hvilket er et problem. Du kan hjælpe ved at angive troværdige kilder til de påstande, som fremføres i artiklen.

Frontmotor er en bilkonstruktion, hvor motoren er placeret i bilens forreste del. Dette er den mest normale motorplacering på almindelige personbiler.
Biler med forhjulstræk kan enten have motoren monteret på tværs eller på langs, med gearkassen placeret under eller bagved motoren. Motor, gearkasse og differentiale er sammenbygget til én enhed, gearkasse og differentiale sammenbygget kaldes en transaksel,  med trækaksler som trækker direkte på forhjulene.
Biler med baghjulstræk har altid motoren monteret på langs, med gearkassen rettet bagud mod bagakslen, som via en kardanaksel trækker på baghjulene. Visse baghjulstrukne biler kan også have gearkasse+differentiale placeret bag bagakslen, denne konstruktion er således også en transaksel opsætning.